# 拜奇凯哈佐
拜奇凯哈佐，是匈牙利包尔绍德-奥包乌伊-曾普伦州所辖的一个村。总面积5.00平方公里，总人口37，人口密度7.4人/平方公里（2011年1月1日）。